# TRANSCENTRUM bus

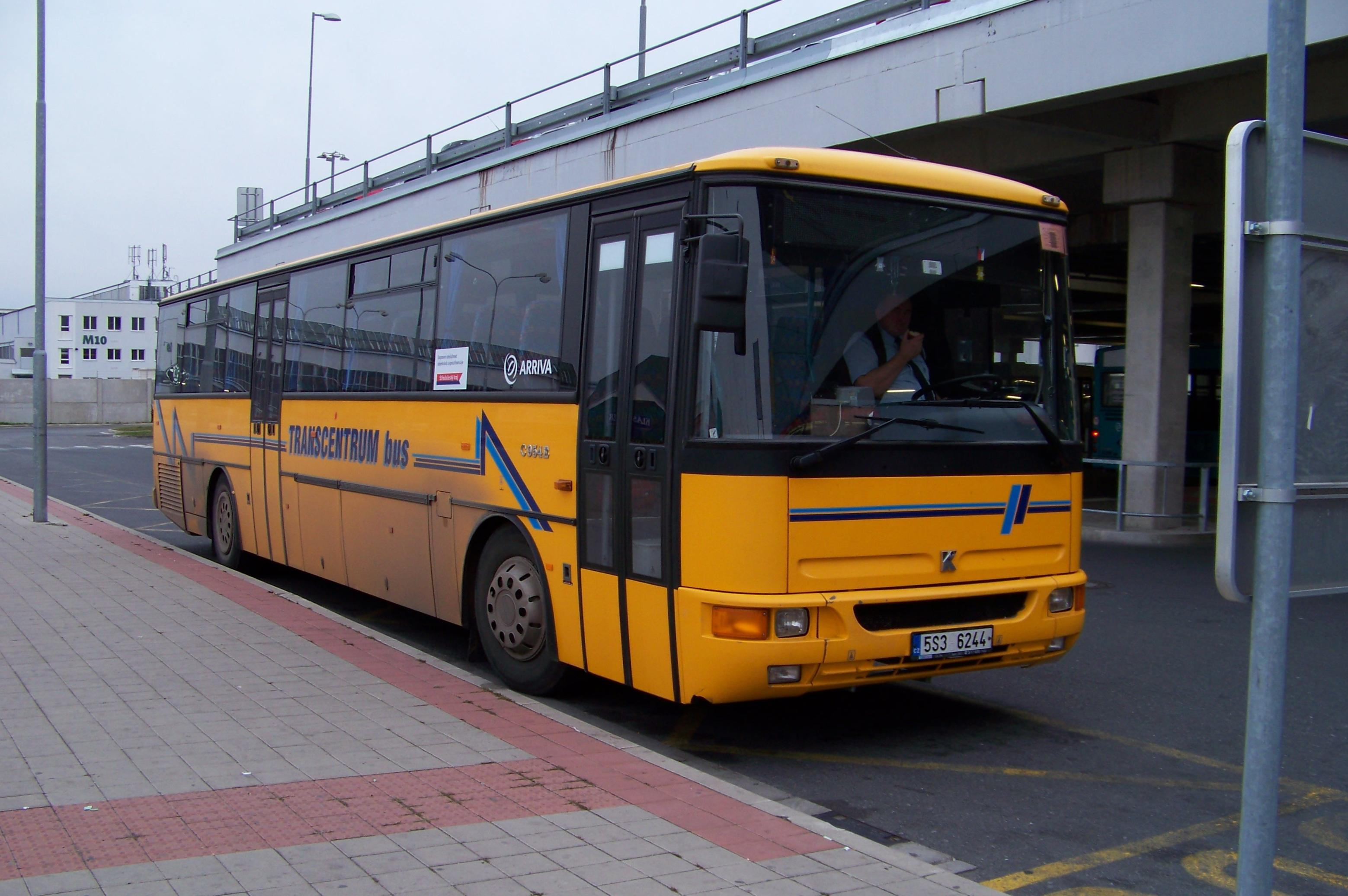
Karosa C 954 v Mladé Boleslavi

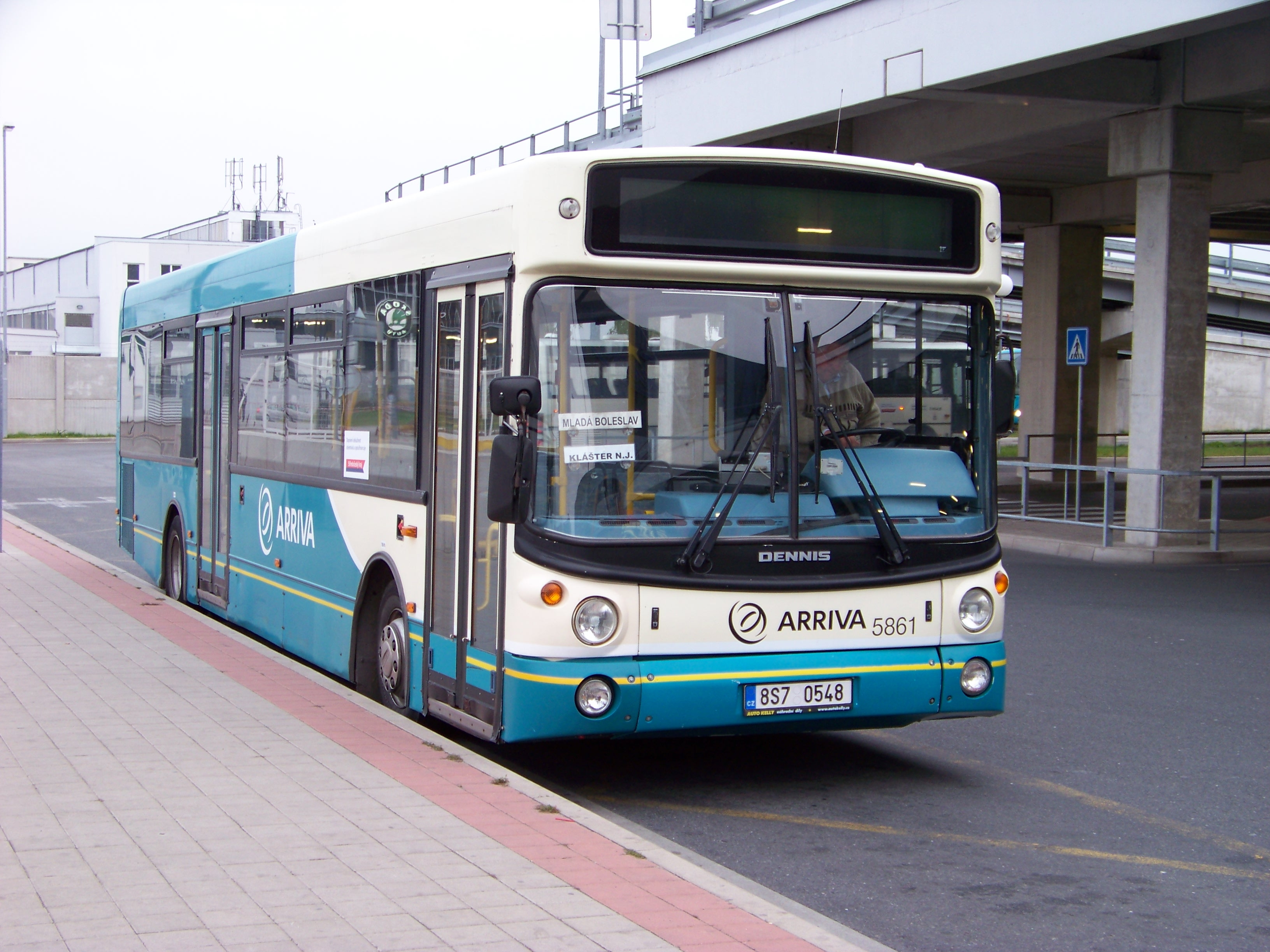
Autobus Dennis Dart SLF na regionální lince v Mladé Boleslavi

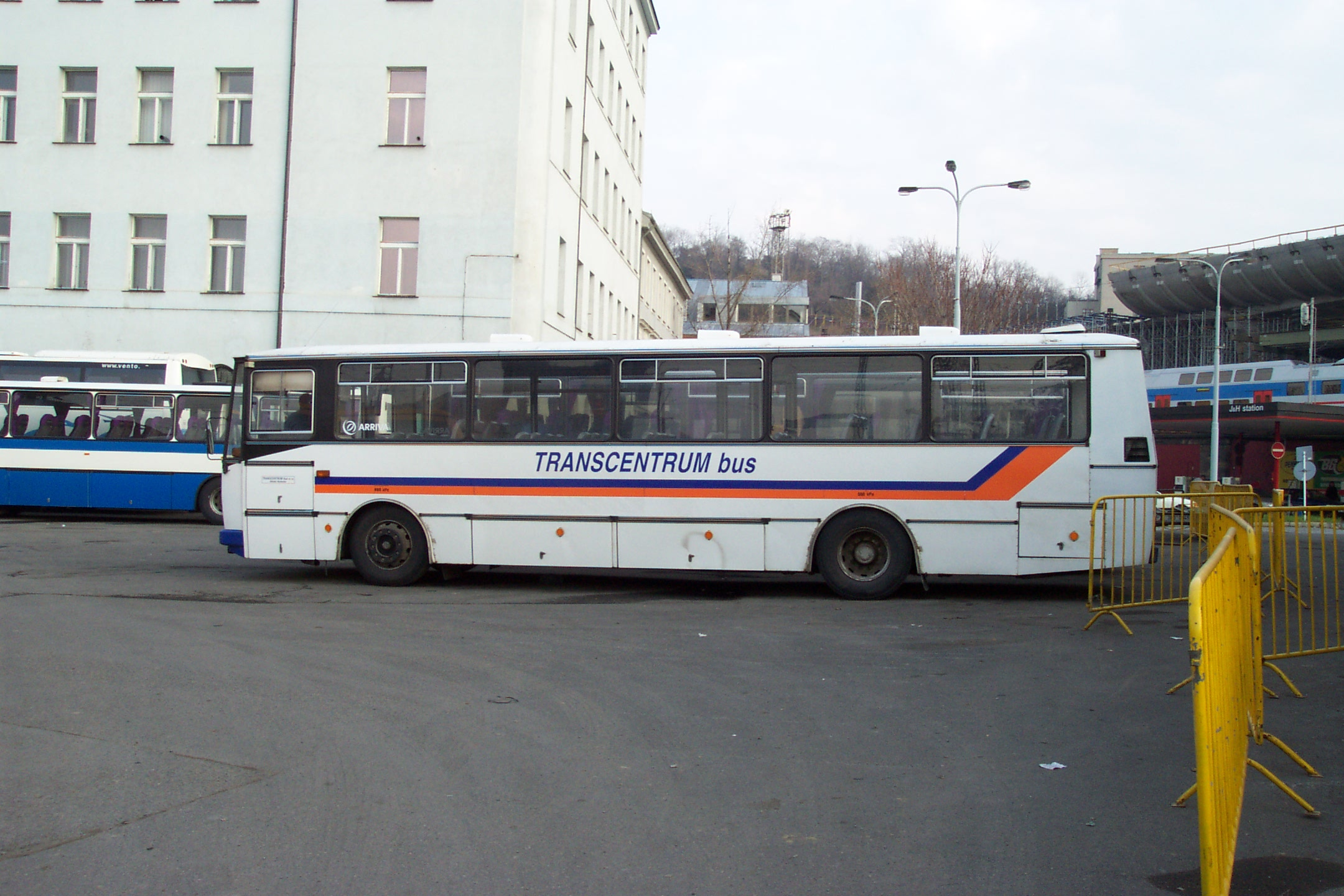
Autobus Karosa v Praze na ÚAN Florenc

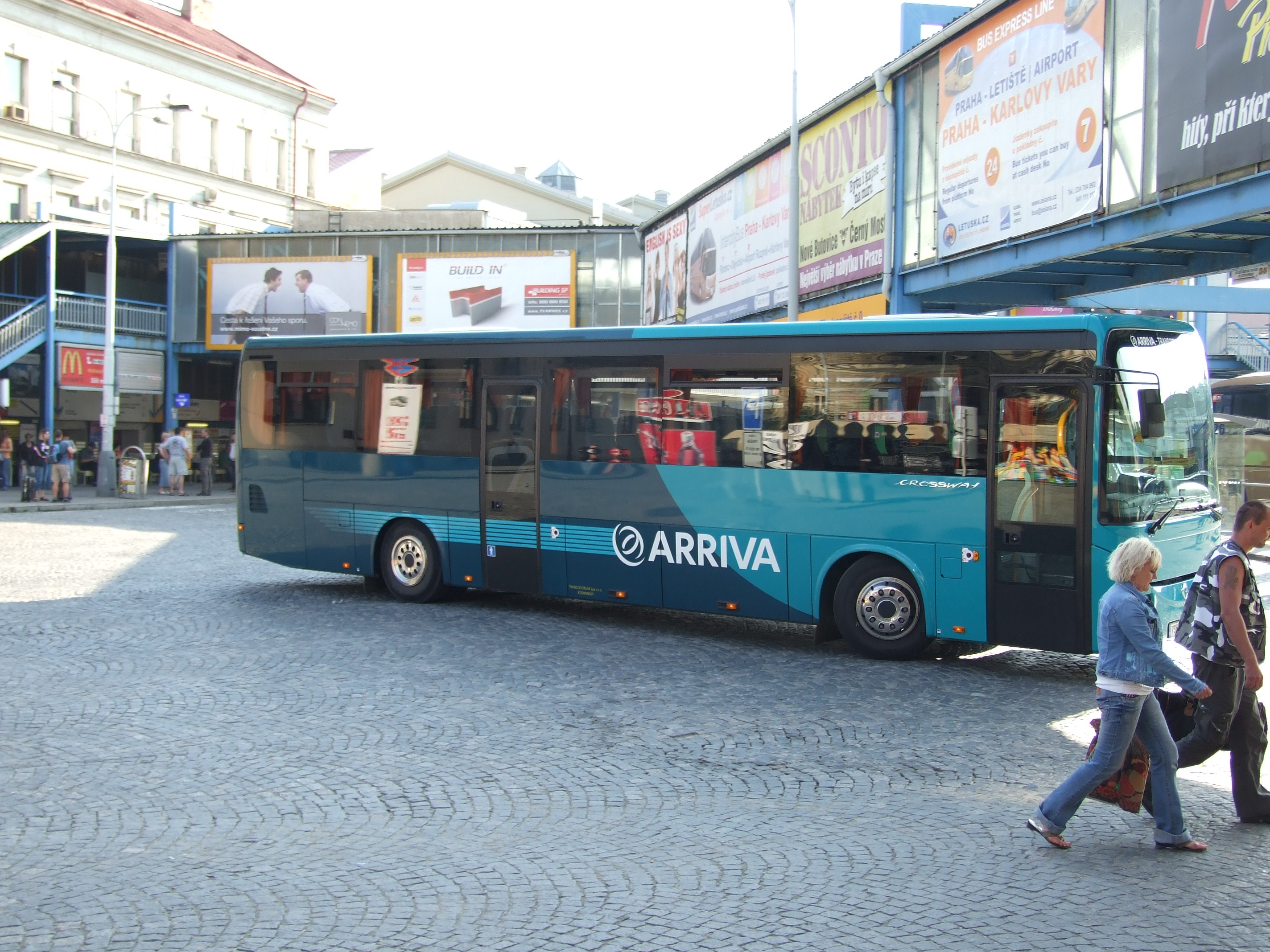
Irisbus Crossway v barvách Arriva v Praze na ÚAN Florenc

TRANSCENTRUM bus s.r.o. (zkratkou TC bus) byl český autobusový dopravce se sídlem v Kosmonosích, původně v Mladé Boleslavi. Společnost byla založena v prosinci 1997. Od listopadu 2003 převzala regionální autobusovou dopravu objednávanou Středočeským krajem v okrese Mladá Boleslav a zůstala v okrese dominantním dopravcem. Síť linek dopravce přesahovala do okolních okresů a krajů, směrem k České Lípě, Jičínu, Lysé nad Labem a Praze. Od roku 2007 se stala prostřednictvím mateřské společnosti ARRIVA holding Česká republika s.r.o. součástí skupiny Arriva, kterou v roce 2010 získaly do vlastnictví Deutsche Bahn. K 1. lednu 2015 (podle živnostenského rejstříku už k 10. prosinci 2014) byla společnost TRANSCENTRUM bus s.r.o.  přejmenována na ARRIVA STŘEDNÍ ČECHY s.r.o. K 31. prosinci 2014 s ní byla sloučena společnost BOSÁK BUS s. r. o. 

## Historie
TRANSCENTRUM bus s.r.o. na svém webu jako svého předchůdce v provozování linkové dopravy uvádí mladoboleslavskou, později kosmonoskou firmu TC TRANSCENTRUM spol. s r.o. Ta byla založena na konci roku 1991 a jejími společníky byli Josef Libich, Petr Kadlec, Miroslav Pískač a František Čáslava.
V prosinci 1997 byla založena TRANSCENTRUM bus s.r.o. Zpočátku bylo společníky (vlastníky) rovným dílem po 16,66 % šest fyzických osob (František Čáslava, Petr Kadlec, Jiří Krejza, Miroslav Kučera, Josef Libich, Miloslav Piskač), v červenci 2004 byl podíl Miloslava Piskače rozdělen mezi tři z ostatních společníků. Zpočátku se společnost zabývala nepravidelnou osobní dopravou, zejména službami pro cestovní ruch a smluvní dopravou pro firmu ŠKODA Auto. Mimo to provozovala 6 linek pravidelné autobusové dopravy na Chotětovsku. Koncem roku 2003 uzavřela se Středočeským krajem smlouvu o převzetí autobusové dopravy v závazku veřejné služby v okrese Mladá Boleslav.
V prosinci 2006 (do obchodního restříku zapsáno v únoru 2007) se jediným společníkem stala ARRIVA holding Česká republika s.r.o., což byla první akvizice dopravního holdingu ARRIVA v České republice (v roce 2007 pak koupila ještě autobusové firmy Bosák bus a OSNADO).
K 1. lednu 2015 mají být společnosti Bosák Bus s. r. o. a Transcentrum Bus s. r. o. sloučeny do nové společnosti Arriva Střední Čechy. Podle živnostenského rejstříku byla společnost TRANSCENTRUM bus s.r.o. k 10. prosinci 2014 přejmenována na ARRIVA STŘEDNÍ ČECHY s.r.o., podle obchodního rejstříku až 1. ledna 2015. Podle obchodního rejstříku přešlo 31. 12. 2014 na společnost TRANSCENTRUM bus s.r.o. v důsledku fúze sloučením jmění společnosti BOSÁK BUS, spol. s r.o. včetně práv a povinností z pracovněprávních vztahů. Až do konce února platily jízdní řády s názvem společnosti TRANSCENTRUM BUS, jízdní řády s novým názvem společnosti byly pro obě provozní oblasti vydány s platností od 1. března 2015.

## Organizace společnosti
V čele stojí ředitel, který je zároveň jednatelem. Podřízeni mu jsou finanční ředitel, dopravní ředitel pro osobní dopravu, vedoucí servisu, vedoucí provozního úseku, sekretariát a externí správce sítě. Ředitelem a jednatelem společnosti je v roce 2012 Ing. Martin Bělovský. V roce 2006 byl ředitelem František Čáslava.
Podnik měl provozovny Kosmonosy, Benátky nad Jizerou, Mnichovo Hradiště a Bělá pod Bezdězem. Informační středisko má na autobusovém nádraží v Mladé Boleslavi, které však sama neprovozuje. V ostatních městech, kde má provozovny, používá pro prodej svých čipových karet smluvně knihkupectví.
Dopravce je členem Asociace dopravních, spedičních a servisních společností Středních Čech a od 1. července 2009 též členem Asociace dopravních, spedičních a servisních firem Čech, Moravy a Slezska.

## Historie autobusové dopravy na Mladoboleslavsku
V Mladé Boleslavi vznikla provozovna státní autobusové dopravy již pod hlavičkou ČSD. Po roce 1948 byla začleněna do ČSAD, v jejímž rámci došlo k několika reorganizacím od původního celostátního národního podniku přes krajské (1952–1960), okresní (1960–1963) a znovu krajské (1960–1990) národní podniky ČSAD a státní podnik Československá automobilová doprava Mladá Boleslav od prosince 1990. Jeho privatizací vznikla k 1. lednu 1994 akciová společnost ČSAD Mladá Boleslav a. s., která převzala někdejší dopravní závod 110 s provozovnami Mladá Boleslav, Mnichovo Hradiště, Bělá pod Bezdězem a Benátky nad Jizerou. V červnu 1996 se ČSAD Mladá Boleslav a. s. přejmenovala na Seco Trans a. s. a v srpnu 2002 na Seco GROUP a. s.
27. srpna 2003 Rada Středočeského kraje schválila vypovězení smlouvy o závazku veřejné služby stávajícímu dopravci Seco GROUP a. s. k 31. říjnu 2003 a 24. září 2003 schválila smlouvu ve shodném rozsahu s TRANSCENTRUM bus s. r. o., která provoz převzala od 1. listopadu 2003.

## Autobusová doprava
Veřejnou pravidelnou dopravou se údajně zabývala už firma TC TRANSCENTRUM spol. s r.o. před prosincem 1997.
Do roku 2003 se TRANSCENTRUM bus s.r.o. zabývala zejména nepravidelnou dopravou a službami pro cestovní ruch (zájezdy), neveřejnou dopravou zaměstnanců pro automobilku Škoda a okrajově provozovala 6 linek veřejné autobusové dopravy na Chotětovsku. Od listopadu 2003 na základě smlouvy se Středočeským krajem převzala po firmě Seco GROUP a. s. provozování veřejné autobusové dopravy v okrese Mladá Boleslav.
V roce 2012 provozovala asi 68 autobusových linek, převážně regionálních. Naprostou většinou veřejné linkové autobusové dopravy podnik provádí v rámci závazku veřejné služby pro Středočeský kraj. Do Středočeské integrované dopravy ani Pražské integrované dopravy dopravce není zapojen. Liberecký kraj a Královéhradecký kraj se na celkovém objemu objednaných výkonů podílejí na přesahujících úsecích linek po 1 %. V případě, že by společnost neuspěla v blížícím se výběrovém řízení ve Středočeském kraji, musela by svou činnost zásadně zredukovat. Se Středočeským krajem má většina dopravců včetně tohoto smlouvu do roku 2019, v roce 2011 kraj smlouvy plošně vypověděl a začal připravovat výběrová řízení, ale po rezignaci hejtmana Davida Ratha výpovědi stáhnul.
Do 11. prosince 2005 provozoval v Mladé Boleslavi městskou tzv. nákupní linku 265 401 k centru Olympia, jinak žádnou městskou hromadnou dopravu neprovozuje.
8 linek směřuje z Mladoboleslavska do Prahy, část z nich je rychlíkových či polorychlíkových. Do prosince 2003 provozoval i dálkové linky 530 250 z Josefova Dolu na Jablonecku do Prahy a z Liberce do Prahy.
7 linek (505, 540, 541, 543, 551, 552, 553) zčásti spadá do integrovaného systému IREDO v Královéhradeckém kraji, do nějž se společnost zapojila 13. června 2010.
7 linek (260005, 260006, 260280, 260530, 260580, 260610, 540810), zejména do okolí Bezdězu, zasahuje do Libereckého kraje, nejsou však zahrnuty do integrovaného systému IDOL. S Libereckým krajem má dopravce uzavřenou smlouvu na období od roku 2004 do roku 2013. V letech 2005–2012 se roční výkon TRANSCENTRUM bus pro Liberecký kraj pohyboval kolem 80 až 110 tisíc km ročně a 40 až 50 spojů v pracovní den.
V roce 2012 podnik zajišťoval linkovou dopravu 98 autobusy, v pracovní dny do pravidelného provozu vypravoval 85 autobusů a obsluhované území zahrnovalo 159 obcí.
K 1. lednu 2004 zavedli čtyři největší dopravci v Libereckém kraji jednotný systém odbavování pomocí bezkontaktních čipových karet a 1. listopadu 2005 se k systému připojila i TRANSCENTRUM bus s. r. o. Odbavovací čipové karty společnosti spadají pod dohodu vzájemné použitelnosti s dopravci BusLine a. s. (dříve ČSAD Semily a. s. a ČSAD Jablonec nad Nisou a. s.), ČSAD Liberec a. s. a Dopravní podnik města Mladé Boleslavi s. r. o. a ČSAD Česká Lípa a. s. Dohoda se ovšem vztahuje pouze na starší čipové karty standardu EmCard. Se zavedením integrovaného dopravního systému IDOL, do nějž TRANSCENTRUM bus není zapojen, přestaly být karty vzájemně použitelné. Do 31. prosince 2011 emitoval TC bus 13 084 karet standardu EMCard 1 kB.
Zajišťuje neveřejnou dopravu pro řadu místních firem, například Škoda Auto a. s., Johnson Control, Behr CZ, a různé další formy neveřejné autobusové i automobilové dopravy. Přeprava zaměstnanců společnosti ŠKODA AUTO a. s. minibusy a osobními vozidly a zvláštní autobusová linka z Městce Králové do Mladé Boleslavi se na neveřejné dopravě podílejí nejvíce.
Ve službách cestovního ruchu spolupracovala s cestovními kancelářemi jako Čedok, Fischer, Firo Tour, a se sesterskou incomingovou cestovní agenturou TC Travel Prague.
Na nejsilnějšího konkurenta v oblasti pravidelné i nepravidelné dopravy považuje firma společnost BusLine a. s.

## Vozový park

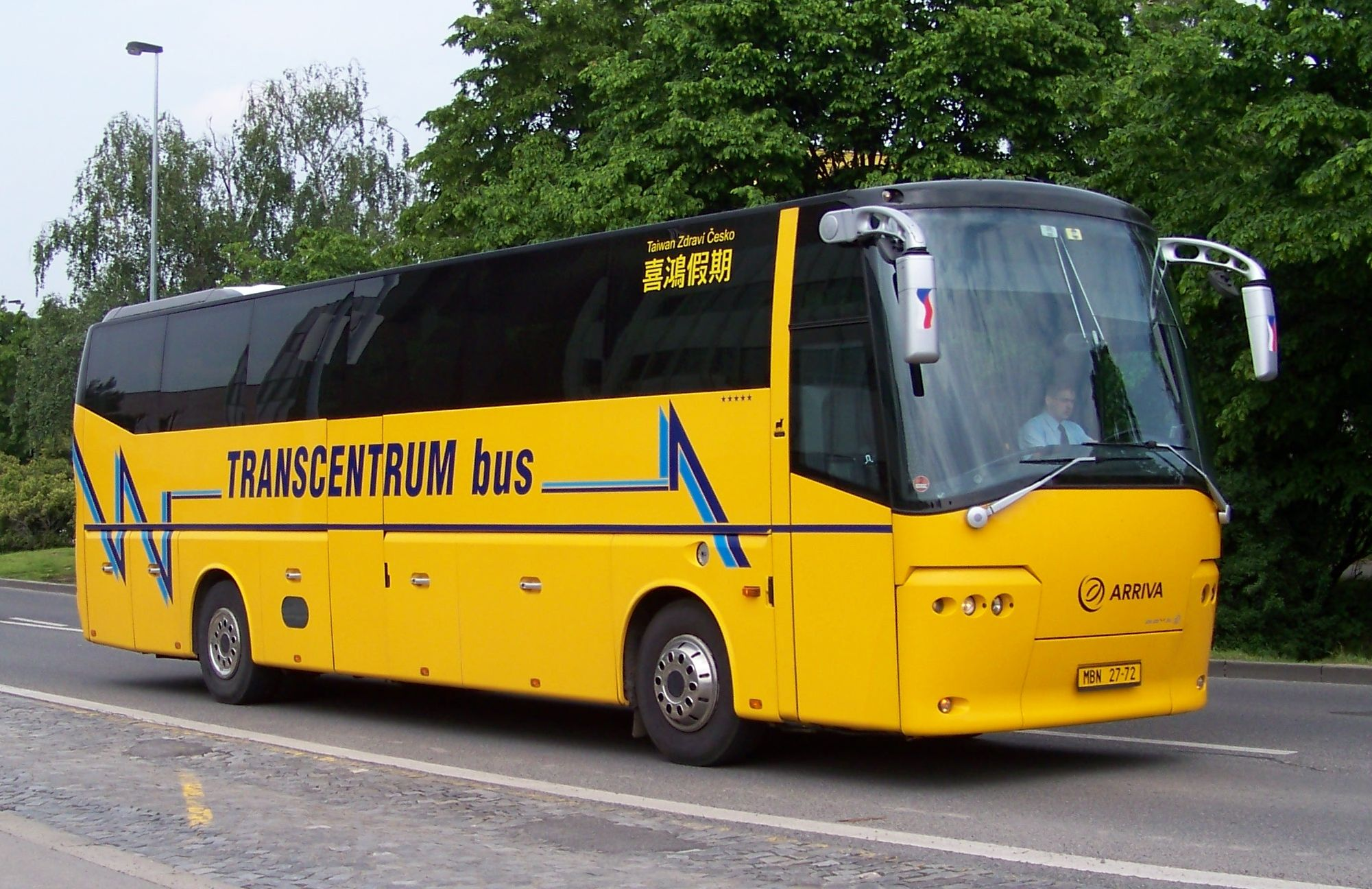
Zájezdový autobus Bova Magiq

Vozový park je pro veřejnou linkovou dopravu tvoří v roce 2012 autobusy značky Karosa (Iveco) a SOR.
Vozový park pro nepravidelnou dopravu obnáší autobusy Bova Magiq (2x), Bova Futura s nákladním přívěsem, Irisbus Evadys, Karosa Axer, Karosa C 955, minibus Renault Master a mikrobus Volkswagen Caravelle.
V roce 2006 měl podnik 124 autobusů. V roce 2012 údajně zajišťoval linkovou dopravu 98 autobusy. V květnu 2012 uváděl, že provozuje 100 autobusů o průměrném stáří 11 let.

## Železniční doprava
V roce 2012 utvořila TRANSCENTRUM bus s.r.o. se sesterskou společností Arriva vlaky s.r.o. konsorcium, které se účastnilo výběrového řízení na dopravce na rychlíkové lince Olomouc - Krnov - Ostrava. V tomto řízení nakonec byly podány jen dvě nabídky, nabídka tohoto konsorcia skončila druhá za Student Agency. Konsorcium Arrivy v nabídce požadovalo kompenzaci (dotaci) 189,10 Kč na vlakokilometr, RegioJet 188 Kč. RegioJet nabídl dopravu novými vlaky, Arriva nabídla tři varianty, počítající s využitím nových nebo nově rekonstruovaných vlaků. V polovině ledna 2013 ministerstvo dopravy oznámilo, že nabídku Arrivy vyřadilo, protože nedodala potřebná osvědčení o vzdělání vedoucích zaměstnanců. Soutěžní podmínky vyžadovaly ve vedení dvě odborně způsobilé osoby, zatímco drážní zákon vyžaduje pouze jednu. Ministerstvo poté soutěž zrušilo a zakázku přímo bez další soutěže nabídlo Student Agency.

## Hospodářské ukazatele
Za rok 2011 měl podnik výnosy kolem 120 milionů Kč z pravidelné osobní dopravy (ztráta asi 11 milionů Kč), 39 milionů z nepravidelné osobní dopravy (zisk necelé 4 miliony Kč), 20 milionů z cestovní kanceláře (zisk přes 440 tisíc Kč) a 23 milionů z opravárenské činnosti (zisk necelé 2 miliony Kč). Celková ztráta činila 5 422 267 Kč.
V roce 2006 podnik zaměstnával přes 200 lidí. K roku 2011 uváděl 166 zaměstnanců, základní kapitál 2 miliony Kč, výnosy 197,8 milionů Kč, z toho 54 % z pravidelné osobní dopravy, a zisk před zdaněním 1,431 milionu Kč.